# Wirtland
Le Wirtland (/'w¡rtlənd/) est une micronation imaginaire virtuelle.

## Historique
Cette micronation a été créée d'une initiative sur Internet, le 14 août 2008, avec pour objectif de proposer une alternative aux gens qui ne sont pas satisfaits des gouvernements de leur propre pays, mais qui ne participent pas activement à la politique.

## Dans les médias
Fox News et bTV, la chaîne nationale bulgare, furent les premiers médias à parler du Wirtland. Fox 45 Morning News (en), la chaîne locale de Fox à Baltimore, diffuse un reportage sur la micronation le 20 janvier 2009. Puis, le 11 février 2009, c'est la bTV qui réalise une interview avec trois Witoyens d'origine bulgare,.
Toujours en 2009, la première Miss Wirtland est élue et CNN Türk, La Voix de la Russie, PC World, Computerworld, Milliyet, Sabah ou Dneven Trud s'en font alors l'écho.
Des reportages sont régulièrement diffusés depuis. Le 4 novembre 2011 sur la chaîne slovène Sponka.tv (en) ; en février 2015, la radio espagnole Cadena SER diffuse un entretien avec des représentants du Wirtland ; le 26 juillet 2015, sur la chaîne bolivienne Red ATB ;

## Citoyenneté
En décembre 2010, le Wirtland confère la nationalité à Julian Assange, puis le 1er août 2013, à Edward Snowden,.

## Monnaie et timbres
En 2009, le Wirtland édite sa première pièce de monnaie, la "Grue d'or du Wirtland" (d'une valeur de 10 International Currency Units (ICU) (en), vendu en ligne à 135 USD). La Grue d'or, de 24 carat, devient la première pièce en or produite par un état virtuel. Elle est rapidement suivie par une pièce en argent, la "Grue d'argent du Wirtland" (d'une valeur de 2 ICU et vendue 38 USD). La production de pièces est arrêtée le 10 juillet 2010.
Le Wirtland a également édité des timbres, toujours basées sur la Grue du Wirtland.

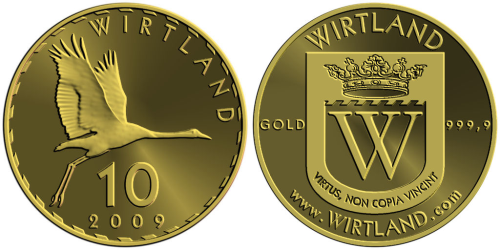
La Grue d'or du Wirtland
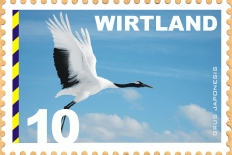
Timbre de la Grue du Wirtland